# Список романів, дія яких відбувається у Запоріжжі
Список романів, дія яких відбувається у Запоріжжі об’єднує романи, більшість подій у яких відбуваються у місті Запоріжжя.
| Мова       | Назва           | Автор                  | Рік видання | Історичний період та контекст       |
| ---------- | --------------- | ---------------------- | ----------- | ----------------------------------- |
| Українська | Паперова лялька | Тетяна Тіховська       | 2017        | XX століття                         |
| Українська | Сни неофіта     | Вольвач Павло Іванович | 2017        | 1997-1999, частково середина 2000-х |
| Українська | Кляса           | Вольвач Павло Іванович | 2003        | 1990-ті                             |
| Українська | Справа Сивого   | Брати Капранови        | 2018        | 30-ті роки XX століття              |